# 蒙特內哥羅國家博物館

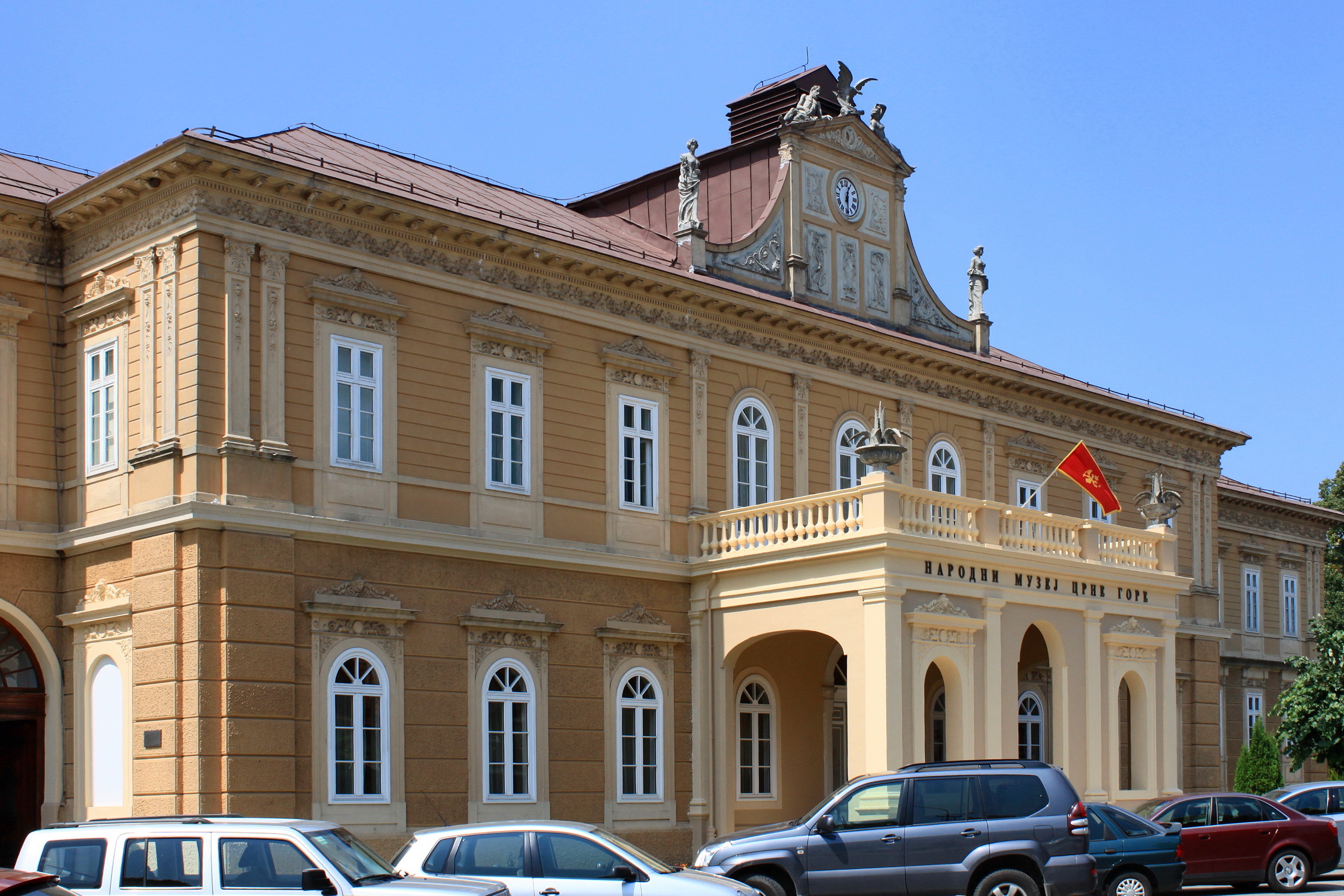
蒙特內哥羅國家博物館

蒙特內哥羅國家博物館（Narodni muzej Crne Gore）是蒙特內哥羅的國家博物館，位於蒙特內哥羅歷史上的首都策提涅。蒙特內哥羅國家博物館創建於1896年，博物館分為五個部門，包括歷史博物館、民族學博物館、美術館、尼古拉國王宮、比爾雅達。

## 外部連結
- National Museum of Montenegro website （页面存档备份，存于）
- Njegoskij|org :: "The Montenegrin Ministry of Culture publishes the electronic edition of its 2007 National Museum Guidebook"

42°23′11″N 18°55′30″E / 42.38639°N 18.92500°E